# Serrat de les Tombes (la Quar)
El Serrat de les Tombes és una serra situada al municipi de La Quar a la comarca del Berguedà, amb una elevació màxima de 1.121 metres. El seu vessant nord, juntament amb la Baga de Campdeparets, és un espai natural protegit.